# Bolsegment
Een bolsegment of bolschijf is het lichaam dat ontstaat bij het snijden van een bol met twee evenwijdige vlakken: het gedeelte van de bol tussen de twee vlakken is het bolsegment.

## Eigenschappen
De oppervlakte van het gekromde deel (dus zonder de snijvlakken) is gelijk aan: 
{\displaystyle A=2\pi Rh}
Het volume is gelijk aan: 
{\displaystyle V={\frac {1}{6}}\pi h(3\rho _{1}^{2}+3\rho _{2}^{2}+h^{2})}
met {\displaystyle R} de straal van de bol, {\displaystyle Ah} de afstand tussen de evenwijdige snijvlakken, {\displaystyle \rho _{1}} de ene straal van het segment en {\displaystyle \rho _{2}} de andere straal van het segment.
Op te merken is, dat de oppervlakte niet afhangt van de precieze locatie van het bolsegment in de bol.